# José Gella Iturriaga
José Gella Iturriaga (Zaragoza, 21 de marzo de 1907 - Madrid, 13 de enero de 1993) fue un etnólogo, escritor e historiador español, académico de la Real Academia de la Historia.

## Biografía
Estudió Filosofía y Letras y Derecho en la Universidad de Zaragoza, y se doctoró en Derecho en la Central de Madrid. En 1928 ingresó en la Escuela de Intendencia de la Armada Española, donde llegó a ser general inspector de Intervención de la Armada y vocal del Patronato del Museo Naval de Madrid. Durante veinticinco años fue director de la Mutualidad de Accidentes de Mar, fundando colegios para huérfanos de pescadores en Sanlúcar de Barrameda (1948) y Sada (1954). En 1954 también representó a la Armada española en el Congreso Internacional de Etnografía del Mar celebrado en Nápoles.
Escribió obras sobre diversos temas en español, italiano y portugués, interesándose en proverbios, refranes y romances antiguos. En 1974 fue nombrado académico de la Real Academia de la Historia, donde ingresó con el discurso La Real Armada de 1808.

## Obras
- Treinta cuentos (1936)
- Romances viejos
- Refranero del Mar (CSIC, 1944)
- Antología marinera (1945)
- Cancionero de la Independencia (Zaragoza, 1965)
- Proverbios del Caballero Cifar (1978)
- 444 refranes de la Celestina
- La sirena en la literatura oral española (Catania, 1968)
- Romancero aragonés (Zaragoza, 1972)
- Papeles de Campaña del coronel Cadalso (Madrid, 1976)
- Refranero de la novela picaresca, del Lazarillo y La pícara Justina (Madrid, 1979)